# Хуан Наталісіо Гонсалес
Хуан Наталісіо Ґонсалес (ісп. Juan Natalicio González Paredes; 8 вересня 1897, Вільяррика — 6 грудня 1966, Мехіко) — президент Парагваю (15 серпня 1948 — 30 січня 1949). Парагвайський політик, журналіст, поет.

## Життєпис
Народився у місті Вільяррика, округ Ґуаїра.
Втративши батьків, переїхав до Асунсьйона, в столицю Парагваю, де закінчив середню школу.
1915 закінчив Національний коледж і планував вивчати медицину в університеті Асунсьйона. Але в тому ж році уряд закрив медичну школу при університеті.
Тоді Ґонсалес зайнявся журналістикою і почав писати для газет, а також вступив до Партії Колорадо. У підсумку, так і не закінчив освіту, проте досяг великих успіхів через самоосвіту.
1928 одружився з Лідією Фрутос, відомою жінкою у парагвайських вищих колах того часу.
Згодом Ґонсалес став основним автором статей у газеті Партії Колорадо, — Patria, Colorado, El Pais. В цей же час опублікував кілька збірок віршів, політичних нотаток і історичних нарисів.
1920 переїхав до Буенос-Айресу, де працював у великій видавничій компанії. Ця робота дозволила йому подорожувати всією Південною Америкою і спілкуватися з політиками, письменниками, інтелектуалами з різних країн континенту.
1923 переїхав до Парижу. Провів два роки в Європі, повернувшись у Парагвай вкінці 1924.
Після повернення в Асунсьйон став більш активним членом Партії Колорадо. Досяг високого становища в партії і до 1926 став одним із її лідерів.
На жаль, переговори з урядом лібералів стали джерелом розбіжностей усередині самої партії. Партія розкололася на противників переговорів з лібералами (вони вимагали бойкотувати вибори, щоб направити народне невдоволення проти уряду) і прихильників переговорів з урядом для встановлення політичного миру. Ґонсалес став одним лідерів другого угрупування.
1927 пройшли парламентські вибори згідно з новим виборчим законом. Прихильники Хуана Ґонсалеса отримали кілька місць у Палаті депутатів і в Сенаті. Сенатори від партії Колорадо були в основному колишніми міністрами та лідерами попередніх урядів, в той час як депутатами стали в основному нові молоді фігури, в основному з учителів і журналістів, що почали розвивати нову політичну ідею.
Хуан і тут виступив в якості лідера меншості. Однак до 1929 не був задоволений тим, як розвивалася політика країни. Розчарувався в альянсі з лібералами, покинув Палату депутатів і вирушив із дружиною до Європи.
З 1946 до 1948 обіймав пост Міністра фінансів Парагваю.
14 лютого 1948 обраний президентом. Висунутий від партії Колорадо як єдиний кандидат. Чинний президент Іхініо Моріньїґо спробував залишитися при владі шляхом проведення військового перевороту, але був повалений в результаті перевороту 3 червня.
Хуан Мануель Фрутос був тимчасовим президентом, доки Ґонсалес не обійняв посаду 15 серпня. Важливу роль в його приході до влади зіграла воєнізована організація Guión Rojo, створена Хуаном десятиліттям раніше.
Одним з найважливіших актів за його правління стала націоналізація Американської енергетичної і транспортної компанії (CALT).
З самого початку терміну правління Хуана Ґонсалеса ходили чутки, що він хотів відмовитися від посади.
26 жовтня 1948 виключені з партії Колорадо політики спробували повалити Ґонсалеса. Повстання було придушене урядовими військами, але це виявилося лише тимчасовим заспокоєнням.
29 січня 1949 відбувся черговий переворот, проведений військовими на чолі з Феліпе Молас Лопесом, Федеріко Чавесом і міністром оборони генералом Раймундо Ролоном.
Паредес подав у відставку рано вранці 30 січня, і генерал Ролон прийняв владу.
7 лютого 1949 Хуан Ґонсалес переїхав до Буенос-Айреса, а в 1950 — в Мексику.
Ґонсалес був останнім інтелектуалом, журналістом і поетом на чолі Парагваю в XX столітті. Далі пішли десятиліття військових диктатур, строністського режиму Альфредо Стресснера.
Його запрошували повернутися в Парагвай. Хуан Ґонсалес збирався це зробити із дня на день, але не встиг.
Ґонсалес помер в Мехіко 6 грудня 1966 від серцевого нападу.
Його дружина Лідія наклала на себе руки після того, як знайшла тіло чоловіка — проковтнула заспокійливі пігулки і розкрила вени на зап'ястях.